# Кубик-змейка

Решение кубика-змейки

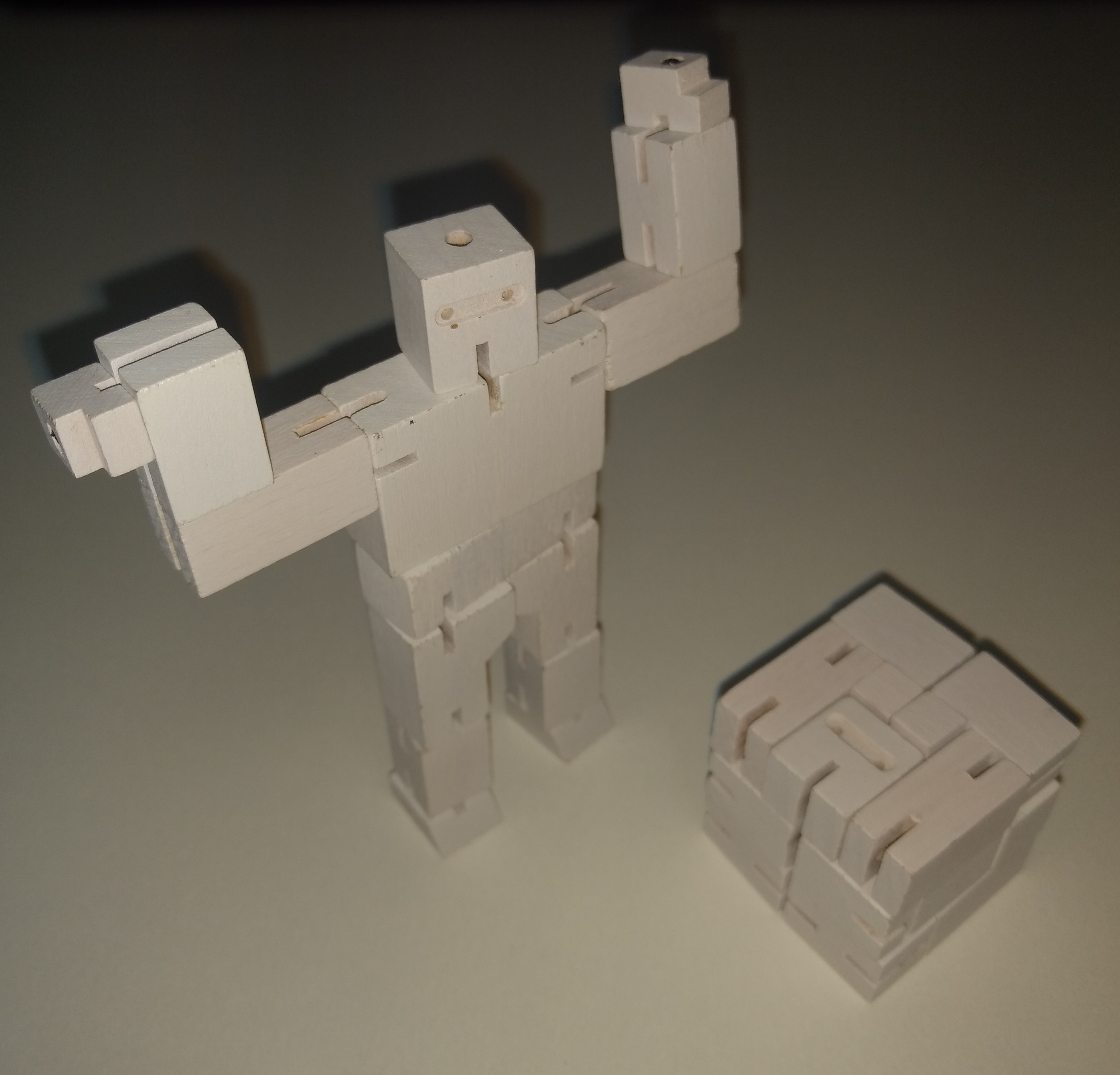
Куб, трансформирующийся в человека

Кубик-змейка ― это механическая головоломка, представляющая собой цепочку из 27 или 64 кубиков, соединённых проходящей через них резинкой. Кубики могут свободно вращаться. Цель головоломки ― расположить цепочку таким образом, чтобы она образовала куб 3×3×3 или 4×4×4.
Существует четыре возможных положения для каждого кубика.

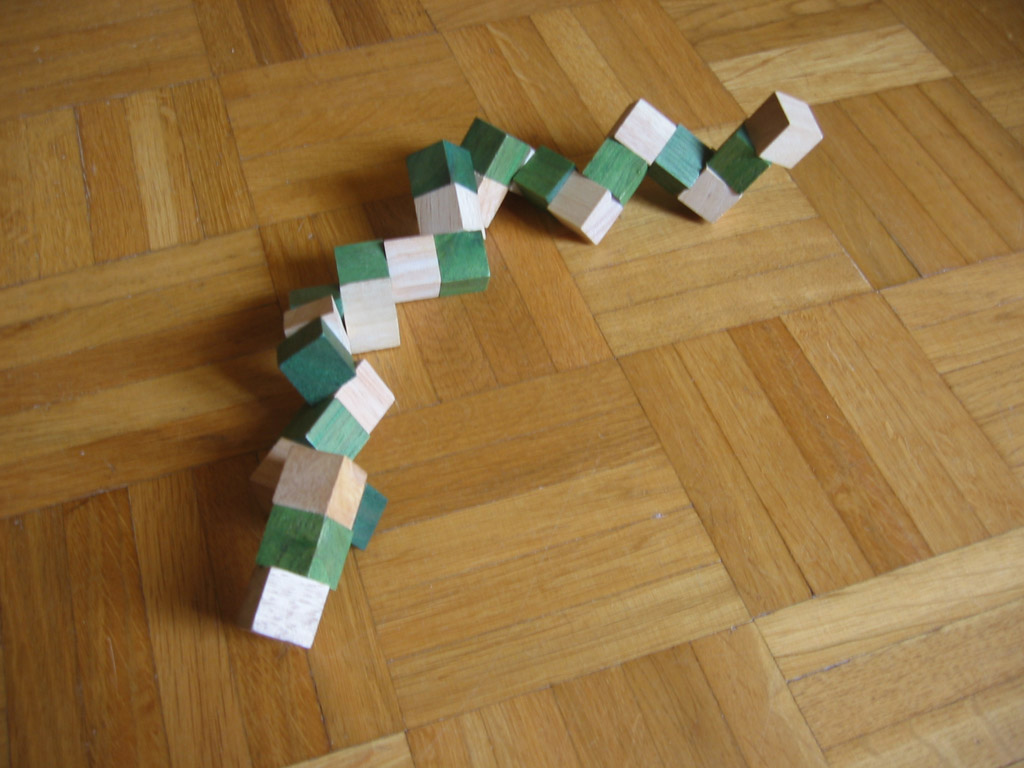
Несобранный куб
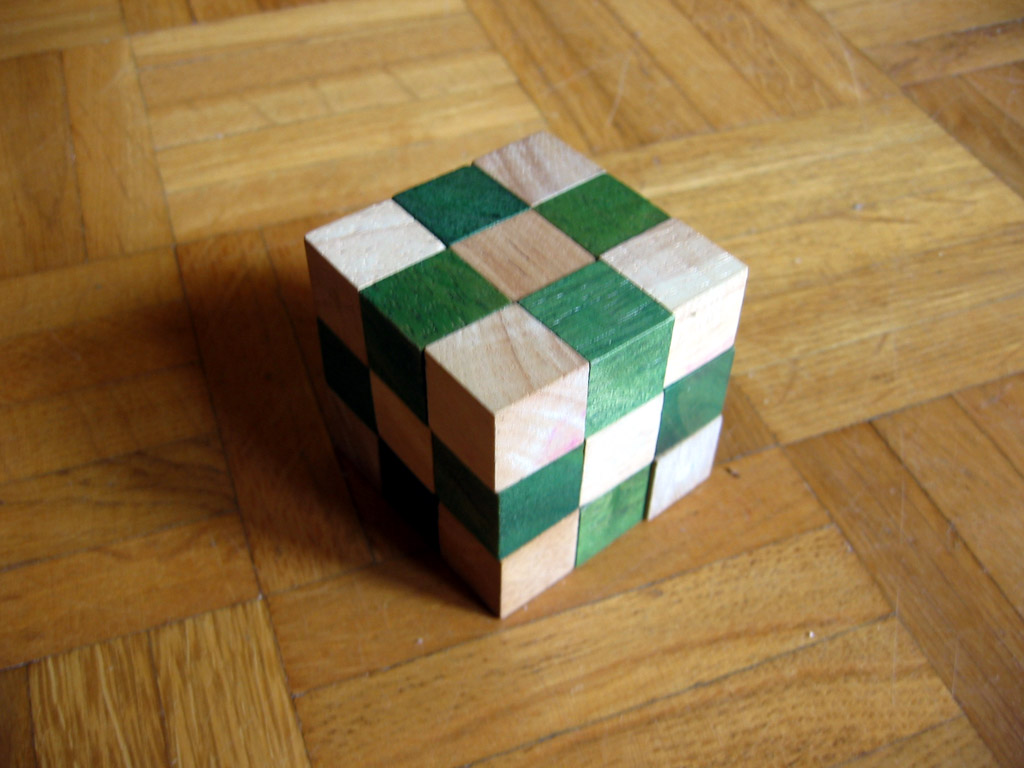
Решённый куб

С математической точки зрения, задача головоломки заключается в поиске гамильтонова пути с заданными условиями на повороты на графе кубической решетки. Эта задача относится к классу NP-полных задач. 

## Вариации
Одной из вариаций головоломки является куб Киббл, который имеет прорези на маленьких кубиках.